# Jean-Claude Hollerich
Jean-Claude Hollerich, SJ (Differdange, 9. kolovoza 1958.) luksemburški je katolički prelat i nadbiskup Luksemburga od 2011. godine. Bio je predsjednik Komisije biskupskih konferencija Europske unije (COMECE) od ožujka 2018. do 2023. godine. Pripadnik je isusovačkog reda.
Uz studij i pastoralni rad u Belgiji, Njemačkoj i Luksemburgu, studirao je u Japanu od 1985. do 1989. i tamo djelovao od 1994. do 2011. godine.
Papa Franjo ga je 5. listopada 2019. proglasio kardinalom. On je prvi kardinal iz Luksemburga. Također je član Vijeća kardinala.